# 霸南山屋
霸南山屋是臺灣雪霸國家公園一棟避難型山屋，海拔高度3,090公尺，位於武陵前往大霸尖山10.7K處，銜接大霸群峰與雪山北稜上的群峰，是走O型及Y型聖稜線重要的住宿點。
於2012年7月15日興建完工，山屋主建物為閣樓式一層樓建築，戶外設置一棟廁所，兩棟建築皆為雙斜屋頂。具有太陽能照明設備、一間廁所及兩個儲水桶，可容納15人。